# Сибирский физико-технический институт аграрных проблем
Это статья о СибФТИ АП. Для других значений см. СФТИ
Сибирский физико-технический институт аграрных проблем (СибФТИ) — российский научно-исследовательский институт, занимающийся изучением физических процессов растений, животных, почвы и машин, разработкой и производством аппаратуры для диагностики и контроля их состояния, а также изготовлением технических средств и устройств для безотходного производства сельскохозяйственной продукции. Создан в 1987 году. Расположен в Краснообске (Новосибирский район).

## История
Институт создан на базе Специального опытного проектно-конструкторско-технологического бюро (СОПКТБ) СО ВАСХНИЛ в 1987 году и до 1992 года носил имя Научно-исследовательского конструкторского технологического института физико-технических проблем (ФТИ).
В 1988 году число работников составляло 422 человека, но к 1990 году снизилось до 211, из которых 23 человека были научными сотрудниками, 8 — кандидатами наук и 1 — доктором наук.
Постепенно количество сотрудников продолжало уменьшаться, в 2000 году в институте работало 80 человек (10 научных сотрудников, 2 доктора наук и 5 кандидатов наук).
За годы существования СибФТИ—СОПКТБ было сделано свыше 100 опытно-конструкторских разработок, институт получил 250 патентов и авторских свидетельств на промышленные образцы и различные изобретения.

## Направления
- Приборостроение
- Растениеводство
- Механизация
- Автоматизация
- Информатизация
- Земледелие
- Животноводство
- Ветеринария

## Задачи
- Приобретение новых сведений о физических процессах, происходящих в растениях, животных, механизмах, машинах с целью информационно-аналитического, приборного обеспечения и т. д.

- Создание моделей, методов, программной продукции, приборов, научной аппаратуры на базе информационных и виртуальных технологий для контроля за качеством сельскохозяйственной продукции и обеспечения её работоспособности, контроля над продуктивностью животных и продукционными процессами растений.

- Создания информационного обеспечения и методических приемов для ранней диагностики устойчивости сортов базовых сельскохозяйственных культур к набору стрессоров.

- Создание информационно-аналитического обеспечения для селекции сельскохозяйственных культур.

- Создания правил и способов контроля над физическими свойствами садоводческой продукции, разработка информационного обеспечения для интродукции различных сортов садовых культур.

- Создание программно-технологического обеспечения и методических приёмов сопровождения машинных технологий сельскохозяйственных организаций.

- Создание новых способов и программно-аппаратных средств для безразборной диагностики двигателей внутреннего сгорания в энергонасыщенных устройствах по свойствам переходных процессов.

- Создание информационно-измерительных систем, научного оборудования, средств контроля за состоянием биологических объектов и машин.

- Выпуск продукции института (плодоовощная продукция, саженцы, рассада) в результате его научно-технической деятельности.

- Консультации по использованию новых способов диагностики технических систем и диагностики биологических объектов.

## Лаборатории
- Лаборатория изучения физических процессов в машинах и механизмах
- Лаборатория изучения физических процессов в агрофитоценозах
- Лаборатория информационного обеспечения экспериментальных исследований агросистем
- Лаборатория моделирования физических процессов и систем
- Лаборатория научно-технической поддержки исследований
- Лаборатория экспериментальных исследований (биополигон)
- Сектор экспериментальных разработок

## Руководство
- С. Н. Ольшевский (руководитель СибФТИ)
- В. В. Альт (руководитель научного направления)
- Т. А. Гурова (учёный секретарь)

## Награды
Продукция института получила 36 медалей ВДНХ СССР, 3 медали и 5 дипломов Сибирской ярмарки.